# Otwock Mały
Otwock Mały (prononciation : [ˈɔtfɔt͡sk ˈmawɨ]) est un village polonais de la gmina de Karczew dans le powiat d'Otwock de la voïvodie de Mazovie dans le centre-est de la Pologne.
Il se situe à environ 4 kilomètres au sud de Karczew (siège de la gmina), 8 kilomètres au sud d'Otwock (siège du powiat) et à 26 kilomètres au sud-est de Varsovie (capitale de la Pologne).

## Histoire
De 1975 à 1998, le village appartenait administrativement à la voïvodie de Varsovie.